# Harald Wessel
Harald Wessel (* 12. Februar 1930 in Wuppertal; † 16. August 2021 in Blankenfelde-Mahlow bei Berlin) war ein deutscher Redakteur, Journalist und Buchautor.

## Leben
Harald Wessel wurde 1930 in Wuppertal als Sohn eines Arbeiters geboren. 1946/47 war er als Funktionär der Freien Deutschen Jugend in Thüringen tätig. 1948 trat er der SED bei. Er begann an der Friedrich-Schiller-Universität in Jena 1948/49 Biologie zu studieren. Er war Mitarbeiter im Ministerium für Volksbildung (DDR) (1955/58) und gab mit Hermann Kant die für Westberlin produzierte Studentenzeitung Tua res heraus. Eine Aspirantur an der Humboldt-Universität zu Berlin beendete er 1959 mit einer Promotion zum Dr. phil. Von 1963 bis 1990 war er Mitglied des Redaktionskollegiums des Neuen Deutschland. Er war dort Abteilungsleiter für Propaganda und Wissenschaft. Von 1981 bis 1990 war er Stellvertretender Chefredakteur des Neuen Deutschlands. Er trat in zahlreichen Artikeln gegen die sowjetische Perestroika an. Harald Wessel war Mitglied der Jugendkommission beim Politbüro des ZK der SED und schaffte in dieser Funktion mit die Grundlagen für eine neue Jugendpolitik in der DDR, die u. a. zur Gründung des Jugendsenders DT64 führte. Ab 1990 schrieb er als freier Journalist vornehmlich für die Tageszeitung „junge Welt“. Neben seiner journalistischen Arbeit verfasste Wessel zahlreiche Bücher unterschiedlicher Thematik, darunter mehrere Biografien. Wessel starb im August 2021 im Alter von 91 Jahren.

## Ehrungen
- 1968 Vaterländischer Verdienstorden in Bronze und 1978 in Silber

## Schriften
- Die Teleologie in der Natur. Grundsätzliche Einwände gegen die gleichnamige Schrift v. Friedrich Dessauer. Junge Welt, Berlin 1957.
- Günter Ostmann, Harald Wessel: Ist der Mensch von Gott erschaffen? 1.–150. Tsd. Dietz Verlag, Berlin 1958.
- Kreuz und Bundesadler. 1.–150. Tsd. Dietz Verlag, Berlin 1958.
- Über die Dialektik des organischen Seins. Eine Auseinandersetzung mit finalistischen Deutungsversuchen des Lebensgeschehens. Berlin 1959. (Berlin, Humboldt-Univ., Diss., 1959).
- Gottesglaube und Geistesfreiheit. Fünf Rundfunkvorträge. Einleitung von Harald Wessel. 1.–10. Tsd. Dietz Verlag, Berlin 1960.
- Viren, Wunder, Widersprüche. Eine Streitschrift zu philosophischen Problemen der modernen Biologie (Dissertation). 1.–5. Tsd. Dietz Verlag, Berlin 1961. Übersetzung ins Russische 1965.
- I. T. Frolow: Kausalität und Zweckmässigkeit in der lebenden Natur. Eine Skizze der philosophischen Auseinandersetzungen in der modernen Biologie. Hrsg. von Harald Wessel. Übersetzung von Hans Weller. Deutscher Verlag der Wissenschaften, Berlin 1963. (=Taschenbuchreihe Unser Weltbild 35).
- Philosophie des Stückwerks. Eine Auseinandersetzung mit dem neupositivistischen „kritischen Rationalismus“. Akademie Verlag, Berlin 1971. (=Zur Kritik der bürgerlichen Ideologie. Hrsg. von Manfred Buhr. Band 11).
  - Philosophie des Stückwerks. Eine Auseinandersetzung mit dem neupositivistischen „kritischen Rationalismus“. Verlag Marxistische Blätter, Frankfurt am Main 1971. (=Zur Kritik der bürgerlichen Ideologie. Hrsg. von Manfred Buhr. Band 11).
  - Für die siebziger Jahre – eine Philosophie des Stückwerks? Kritische Anmerkungen zu einem Aufsatz des Mannheimer Neopositivisten Hans Albert. Facit e. V., Neumünster 1971. (=Facit-Reihe. MSB Spartakus. Beiträge zur marxistischen Theorie und Politik, Bd. 6).
- Hausbesuch bei Friedrich Engels. Eine Reise auf seinem Lebensweg. Dietz Verlag, Berlin 1971. Vorher in einzelnen Beiträgen im Neuen Deutschland veröffentlicht. Digitalisat S. 1 ff.; Digitalisat S. 55 ff.2; Digitalisat S. 97 ff.3; Digitalisat S. 145 ff.
- ‚und Zweige mit blauen Rosinen‘. Reisetagebuch. Verlag der Nation, Berlin 1972.
- Tussy oder Fünfundzwanzig Briefe über das sehr bewegte Leben von Eleanor Marx-Aveling. Geschrieben im Januar des Jahres 1973 an verschiedenen Orten des Geschehens in Brighton, Stratford, Derby und Manchester, in Leipzig, Halle, Karlovy Vary doch meistenteils am Strand der Themse. Gerichtet an eine Frau unserer Tage. Verlag für die Frau, Leipzig 1974. Rezension: Manfred Kliem. In: Einheit. Zeitschrift für Theorie und Praxis des Wissenschaftlichen Sozialismus. Dietz Verlag, Berlin 1975. ISSN 0013-2659, Heft 9, S. 1066–1068.
  - Tussy oder Siebenundzwanzig Briefe über das sehr bewegte Leben von Eleanor Marx-Aveling. Geschrieben im Januar des Jahres 1973 sowie 1975 im Monat März an verschiedenen Orten des Geschehens, in Brighton, Stratford, Derby und Manchester, auf Ufenau im Zürcher See, in Berlin, Leipzig, Halle, Karlovy Vary, doch meistenteils am Strand der Themse. Gerichtet an eine Frau unserer Tage. 2., erweiterte Auflage. Verlag für die Frau, Leipzig 1974.
  - Tussy oder Fünfundzwanzig Briefe über das sehr bewegte Leben von Eleanor Marx-Aveling. Geschrieben im Januar des Jahres 1973 sowie 1975 im Monat März an verschiedenen Orten des Geschehens, in Brighton, Stratford, Derby und Manchester in Paris und New York auf Ufnau im Zürcher See in Leipzig, Halle, Karlovy Vary an Mosel und Spree doch meistenteils am Strand der Themse, doch meistenteils am Strand der Themse. Gerichtet an eine Frau unserer Tage. 3., wesentlich erweiterte Auflage. Verlag für die Frau, Leipzig 1978. Übersetzungen 1978 ungarisch und tschechisch, 1983 bulgarisch.
  - Tussy oder dreißig Reisebriefe über das sehr bewegte Leben von Eleanor Marx-Aveling. Geschrieben zwischen 1973 und 1980 an verschiedenen Orten des Geschehens, in Brighton, Stratford, Derby u. Manchester, in Paris, New York u. Scheveningen, auf Ufnau im Zürcher See, in Leipzig, Halle, Karlovy Vary, an Mosel und Spree, in Nordseegefilden, doch meistenteils am Ufer der Themse. Gerichtet an eine Frau unserer Tage. Leipzig ohne Jahr; 4., bearbeitete Auflage: Verlag für die Frau, Leipzig 1982.
- Marginalien zur MEGA nebst Randglossen über alte und neue „Marxologen“. Akademie-Verlag, Berlin 1977 (=Zur Kritik der bürgerlichen Ideologie. Hrsg. von Manfred Buhr, Band 80) Inhaltsverzeichnis (Seite nicht mehr abrufbar, festgestellt im Juni 2017. Suche in Webarchiven)
  - Marginalien zur MEGA nebst Randglossen über alte und neue „Marxologen“. Verlag Marxistische Blätter, Frankfurt am Main 1977 (=Zur Kritik der bürgerlichen Ideologie. Hrsg. von Manfred Buhr, Band 80)
- Irina Petschernikowa: Erziehung in der Familie Marx. Aus dem Russ. übers. von Helga Gutsche. Um eine Familienchronik und Fotobeilagen erg. von Harald Wessel. Volk und Wissen, Berlin 1978.
- John Reed. Roter Reporter aus dem Wilden Westen, Biographische Reisebriefe. Verlag Neues Leben, Berlin 1979.[4]
- Walther Victor: General und die Frauen. Vom Erlebnis zur Theorie. Reprint d. Orig.-Ausg. Berlin 1932. Hrsg. u. kommentiert von Harald Wessel. Zentralantiquariat der DDR, Leipzig 1982.
- Jacob Holdt: Amerikanische Bilder. Eine Reise durch das schwarze Amerika. Aus dem Dänischen von Peter Jacobi. Mit einer Nachbemerkung von Harald Wessel. Verlag Volk und Welt. Berlin 1980.
- Klaus Haupt, Harald Wessel: Kisch war hier. Reportagen über den ‚Rasenden Reporter‘. Verlag der Nation, Berlin 1985; 2., überarbeitete und erweiterte Auflage ebenda 1988. Inhaltsverzeichnis
- Münzenbergs Ende. Ein deutscher Kommunist im Widerstand gegen Hitler und Stalin. Die Jahre 1933 bis 1940. Dietz Verlag, Berlin 1991. 3-320-01743-8 Inhaltsverzeichnis[5]
- Das Bauernopfer. Notwendige Anmerkungen zu Otto Emil Runges letzten Geständnissen. In: Utopie kreativ. Heft 7, 1991, S. 74–81.
- Hinter den Kulissen der „Roten Traumfabrik“. In: Zeitschrift des Forschungsverbundes SED-Staat, Halle/Saale, 32 (2012), S. 163–172. ISSN 0948-9878

## Quelle
- Helmut Müller-Enbergs, Andreas Herbst: Wessel, Harald. In: Wer war wer in der DDR? 5. Ausgabe. Band 2. Ch. Links, Berlin 2010, ISBN 978-3-86153-561-4.